# Trichoniscoides marinae
Trichoniscoides marinae es una especie de crustáceo isópodo de la familia Trichoniscidae.

## Descripción
Es una especie despigmentada, completamente blanca y sin aparato ocular. Su cuerpo presenta filas de granulaciones formadas por una escama simple rodeada de escamas accesorias. Tanto las antenas, con tubérculos escamosos, como los pereiópodos son cortos. El macho puede medir 2,8 mm de longitud, frente a los 4,2 mm de la hembra. 

## Distribución y hábitat
Esta especie solamente se conoce de la cueva del Chorrillo y de la Sima de la Raya (Tamajón, Guadalajara). Estas cavidades se abren en un pequeño carst que forma la "Mesa" calcárea de Almiruete del Cretácico superior. Es una especie cavernícola.